# Bonfim (Roraima)
Pour les articles homonymes, voir Bonfim.
Bonfim est une municipalité de l'État brésilien du Roraima, dont elle constitue la cinquième ville en nombre d'habitants. Elle doit son nom à l'hommage rendu à Notre-Dame de Bonfim par les premiers colons du lieu.

## Histoire
La localité est née à l'emplacement d'une mission religieuse américaine et est devenue un municipio en vertu de la loi fédérale nº 7 009 du 1er juillet 1982. Elle a depuis cette époque été administrée par huit préfets.
On trouve à Bonfim les ruines du fort São Joaquim.

## Géographie et transports
Elle est située sur la rive droite de la rivière Takutu à la frontière entre le Brésil et le Guyana, de l'autre côté du cours d'eau se trouve la ville guyanaise de Lethem.
Elle est reliée à Boa Vista la capitale du Roraima distante de 125 km par la rodovia BR-401. En outre il existe un petit aérodrome.

## Économie
L'économie repose avant tout sur le secteur agricole, culture du manioc, de la banane, des noix de cajou, culture rizicole, culture du mil et élevage bovin

## Infrastructures
Dans la ville, il y a un hôpital public de 25 lits et plusieurs postes de santé à l'intérieur.
Il existe un peloton frontalier spécial subordonné à la brigade d'infanterie de la jungle (située à Boa Vista) qui protège Bonfim.
Il dispose d'un système de distribution d'eau, d'électricité (distribuée par la CER), d'un bureau de poste, d'une agence Banco Bradesco, d'une agence Banco do Brasil (ancre en phase de mise à niveau), d'une loterie et d'un réseau téléphonique.
Il y a 19 écoles primaires et 1 école secondaire dans la commune. Une bibliothèque communale, 1 marché public et un stade.
La commune dispose d'un petit aéroport, non reconnu par l'Aéronautique, et d'un terminal de transport.

### Meilleurs emplacements
Vous trouverez ci-dessous une liste des principales localités non-autochtones de la commune et de leurs populations respectives selon le Recensement de 2010.
- 3 711 habitants - Bonfim (siège social)
- 454 habitants - Vila São Francisco

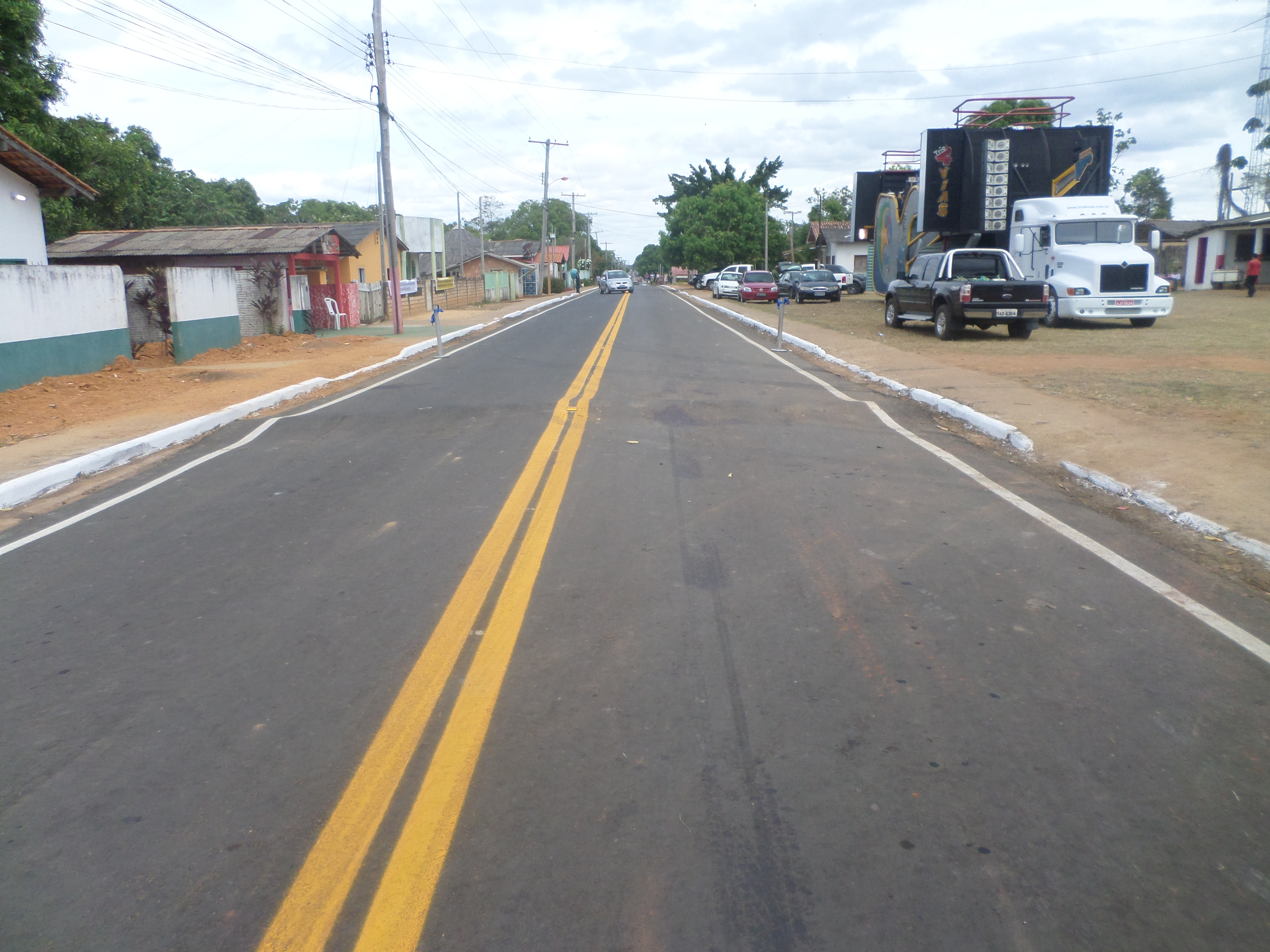
Vila São Francisco à Bonfim

- 251 habitants - Vila Nova Esperança
- 520 habitants - Vila Vileña

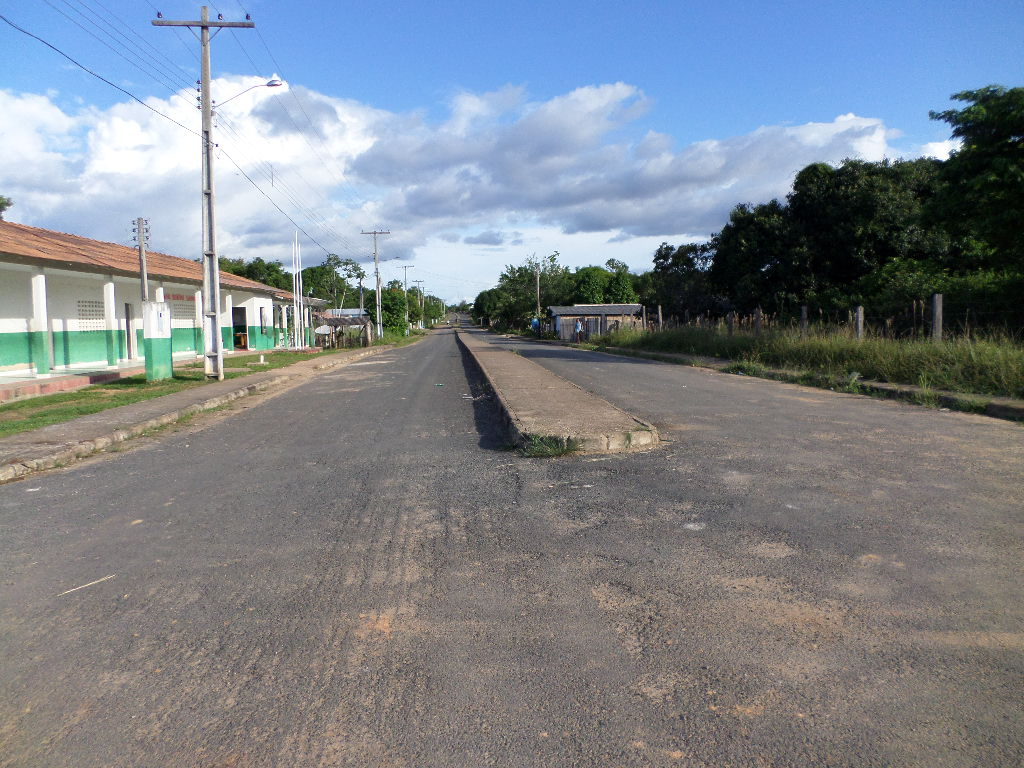
Vila Vilena à Bonfim

L'aire urbaine de Bomfim compte six quartiers:
- Getúlio Vargas
- São Francisco
- Cidade Nova
- Primeiro de Julho
- 13 de Maio
- Centro